# Даніель Гінчек
Даніель Гінчек (нім. Daniel Ginczek, нар. 13 квітня 1991, Арнсберг) — німецький футболіст сілезького походження, нападник клубу «Фортуна» (Дюссельдорф).

## Клубна кар'єра
Народився 13 квітня 1991 року в місті Арнсберг. Вихованець клубу «Нехайм». У 2007 році перейшов в молодіжну команду «Боруссії» (Дортмунд). У сезоні 2007/08 став найкращим бомбардиром Юнацької Бундесліги (до 17 років), забивши 26 голів у 25 матчах. На професійному рівні дебютував 7 листопада 2008 року в складі дублюючої команди у матчі Регіоналліги проти дублерів з «Кельна». За підсумками сезону 2008/09 «Боруссія II», стала переможцем зони «Захід» і піднялася в Третю Бундеслігу. Втім до основної команди молодий нападник пробитись так і не зумів, тому сезони 2011/12 і 2012/13 провів в оренді в клубах Другої Бундесліги «Бохум» і «Санкт-Паулі».
Влітку 2013 року підписав контракт з клубом Бундесліги «Нюрнбергом». Дебютував у вищій лізі Німеччини 10 серпня 2013 року в матчі з «Гоффенгаймом» (2:2), в якому відзначився забитим голом. 
Влітку 2014 року перейшов у «Штутгарт», у складі якого провів наступні чотири роки своєї кар'єри гравця. У лютому 2016 року отримав важку травму хрестоподібної зв'язки лівого коліна, через яку пропустив значну частину сезону.
Влітку 2018 року перейшов у «Вольфсбург», підписавши з командою чотирирічний контракт. Станом на 28 жовтня 2019 року відіграв за «вовків» 24 матчі в національному чемпіонаті.

## Виступи за збірну
Протягом 2010—2012 років залучався до складу молодіжної збірної Німеччини. На молодіжному рівні зіграв у 6 офіційних матчах, забив 2 голи.

## Особисте життя
Предки Даніеля родом з польської Сілезії, проте сам він не говорить польською і не має польського паспорта.